# Distretto di Huacuas
Il distretto di Huacuas è uno dei ventuno distretti della provincia di Lucanas, in Perù. Si trova nella regione di Ayacucho e si estende su una superficie di 309,48 chilometri quadrati.

Istituito l'8 aprile 1929, ha per capitale la città di Huac-Huas; nel censimento del 2005 contava 2.637 abitanti.